# 金秉祚

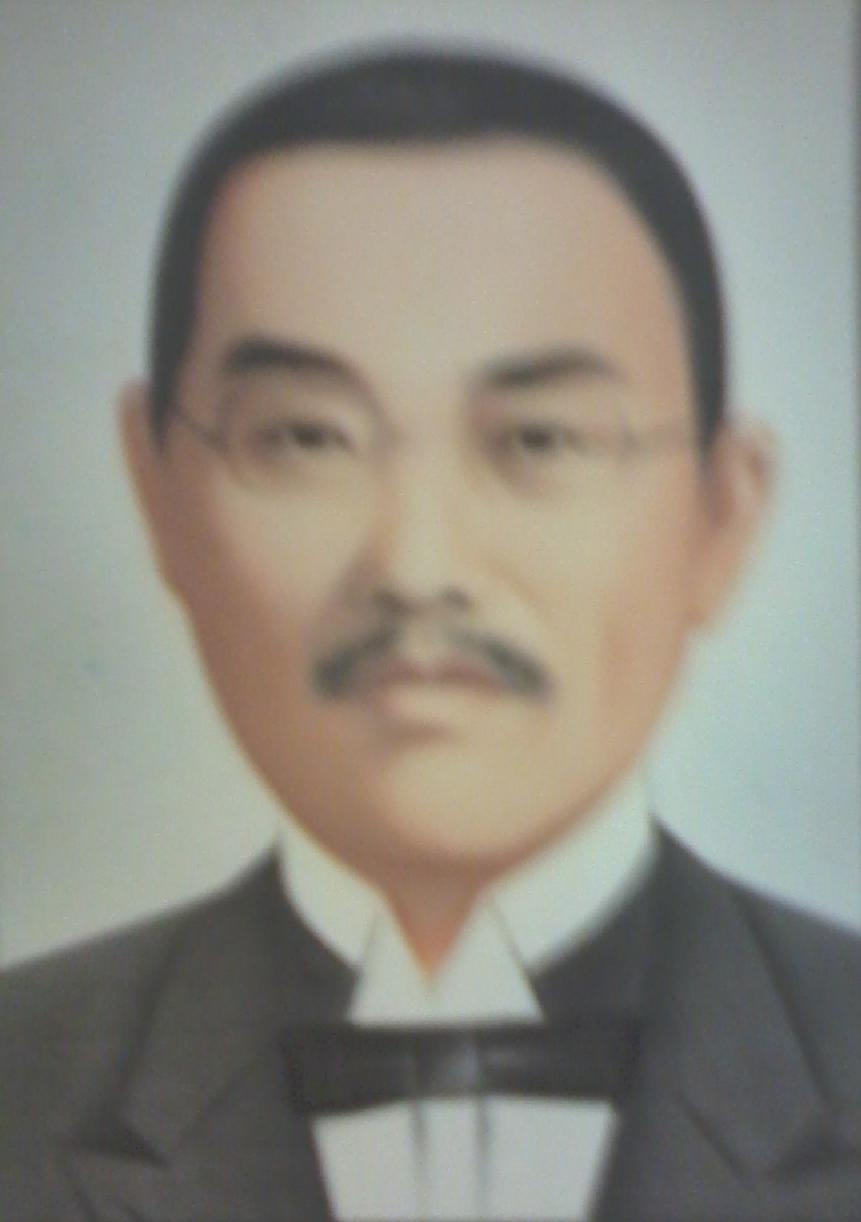
金秉祚

金 秉祚（きん へいそ、김 병조（キム・ヒョンジョ）、1877年1月10日 - 1950年9月）は、日本統治時代の朝鮮の長老派教会牧師。雅名は一斎。本貫は金寧金氏。

## 生涯

### 生涯初期
平安北道定州出身、漢学を習ったが、啓蒙運動の必要性を痛感して1903年近代式小学校である변산学校を設立した。1909年にプロテスタントに入教し、1917年には平壌神学校を卒業して改新教牧師になった。

### 3.1 万歳運動と臨時政府
1919年2月に劉如大など長老教人士とともに宣川の梁甸伯牧師宅を訪問して李昇薫に会い、この席で三・一運動計画を聞いた。京城府で天道教指導者と合議して来た李昇薫の勧誘で、金兵曹と劉如大、李明龍と梁甸伯はその席で民族代表33人で運動参加を決めた。道場を李明龍に任せて当日泰和館での己未独立宣言書朗読集会には参加せず、平北地域の万歳運動を組織した。
33人中唯一に逮捕されずに上海市に亡命し、大韓民国臨時政府に合流、臨時議政院平安道地方区代表と宣伝委員会理事(1920年) などを務めた。臨時政府史料編纂委員であり、独立運動資料の収集と編纂に関心を置いて1924年に《大同歴史》・《独立血史》を発刊した。

### 満洲活動と帰国
1923年からは上海を発って満州西間島地域に移動して武将組織光復会を組織したが失敗した。以後満洲で牧会活動をし、1933年帰国した。以後神社参拜強要のため公式活動を行って、中州で隠遁生活中に光復を迎えた。

### 光復以後
光復直後には曺晩植の朝鮮民主党に参加したが反共主義であり、小軍政と確執があった。以後越南せよという周辺の勧告を拒否して反共主義青年たちを集めて韓国の李承晩・金九と連絡する一方反ソ連武装秘密結社を組織し、1946年冬逮捕された。ソ連軍によってシベリアの強制労動収容所に送られ、銃殺された。

### 死後
1990年に建国勲章大統領章を受勲した。それに対する著述では《一斎金秉祚の民族運動》があり、次男の김행식牧師が《一斎金秉祚評伝》を発行した。

## 家族関係
- 息子: 김행식 - メソジスト教会牧師
- 孫: 김 철 - メソジスト教会牧師で、金蘭教会によりエクアドルへ派遣。

## 参考サイト
- 大韓民国国家報勲処, 이 달의 독립 운동가 상세자료 - 김병조, 2000년[リンク切れ]
- 《씨앤앤아이》 (2006.1.9) 순교자 열전 - 김병조 목사[リンク切れ]